# رود تير هيد
رود تير هيد (بالهولندية: Ruud ter Heide) هو مجرم ولاعب كرة قدم هولندي، ولد في 15 أكتوبر 1982 في أنسخديه في هولندا. لعب مع أغوف أبيلدورن وبي إي سي زفوله وتفينتي أنشخيدة ونادي إيمن ونادي كامبور.

## وصلات خارجية
- رود تير هيد على موقع قاعدة بيانات كرة القدم.إي يو (الإنجليزية)